# Вакорин, Николай Васильевич
Никола́й Васи́льевич Вако́рин (16 декабря 1933 года — 23 августа 2006 года) — советский энергетик, полный кавалер ордена Трудовой Славы.
Николай Вакорин родился 16 декабря 1933 года в деревне Петряевская (Топса) Березницкого района Северного края (ныне Виноградовского района Архангельской области). В 1955 году устроился ремонтным рабочим на Нивский сетевой участок Центральных электрических сетей «Колэнерго». В 1957 году перешёл на должность электромонтёра 6-го разряда по ремонту воздушных линий электропередач.
Неоднократно принимал участие в ликвидации последствий аварий на линиях электропередач. Награждён орденами Трудовой Славы всех трёх степеней — третьей в 1975 году, второй в 1981 году и первой в 1986 году. Являлся заслуженным работником Кольской энергетической системы (с 1984 года). В 1981 году Николай Васильевич включён в Книгу трудовой славы регионального энергетического управления «Колэнерго».
Умер 23 августа 2006 года в возрасте 72 лет.